# Comboi (emissora de ràdio)
Comboi és una emissora de ràdio musical privada del País Valencià dedicada als èxits en valencià creada al 2024 i pertanyent al grup Activa (Emisoras Musicales).
Comboi va emetre per primera vegada el 6 de maig de 2024, i el seu primer informatiu es va emetre el 8 de juliol del mateix any. De moment, a banda dels informatius, no hi ha programes de producció pròpia, com també ocorre amb les altres emissores del grup. Les cançons que s'hi emeten són d'arreu de la catalanofonia. L'indicatiu de l'emissora és la cançó Comboi, del grup Maluks.
El grup Emisoras Musicales posseeix, a més de Comboi, 23 emissores musicals més al País Valencià, Madrid i Múrcia, així com el canal de televisió musical Activa TV. Tret de Comboi, totes les cadenes del grup són en castellà.
Es tracta de l'única emissora temàtica d'àmbit valencià que emet tota la seua programació en valencià. Tot i ser una emissora privada, aquesta compleix així la funció que podria complir una futura segona emissora d'À Punt FM.

## Emissió

### FM
- València: 104.1 FM i 107.5 FM[2]
- Vall d'Albaida (Ontinyent): 103.8 FM[2]
- Marina Alta Nord (Dénia): 94.7 FM i 106.1 FM[2]
- Marina Alta Sud (Xàbia i Calp): 87.8 FM[2]

### DAB+
- València: DAB+ 8D[2]
- Castelló: DAB+ 8D[2]
- Alacant: DAB+ 9A[2]
- Mallorca: DAB+ 7A[2]